# Distretto municipale di Bawku
Il distretto di Bawku Municipal (ufficialmente Bawku Municipal District, in inglese) è un distretto municipale della Regione Orientale Superiore del Ghana.